# Base Aérea de Santa Cruz
Base Aérea de Santa Cruz är en flygbas i Brasilien.   Den ligger i kommunen Rio de Janeiro och delstaten Rio de Janeiro, i den sydöstra delen av landet, 900 km sydost om huvudstaden Brasília. Base Aérea de Santa Cruz ligger 5 meter över havet.
Terrängen runt Base Aérea de Santa Cruz är platt. Havet är nära Base Aérea de Santa Cruz åt sydväst. Runt Base Aérea de Santa Cruz är det mycket tätbefolkat, med 5 021 invånare per kvadratkilometer.. Närmaste större samhälle är Cosmos, 10,2 km öster om Base Aérea de Santa Cruz. 
Runt Base Aérea de Santa Cruz är det i huvudsak tätbebyggt.